# Октябрьское нефтяное месторождение
Октя́брьское нефтяно́е месторожде́ние (укр. Октябрське нафтове родовище) — нефтяное месторождение в Крыму, в Черноморском районе. Относится к Причерноморско-Крымской нефтегазоносной области.

## Характеристика
В тектоническом плане месторождение приурочено к южному борту Каркинитско-Северо-Крымского прогиба. Обнаружено в 1956—1957 гг. Поисково-разведывательные скважины бурились в 1960—1965, 1981—1982, 1993—1994 гг. В мае 1961 года закончена нефтяная скважина № 1 на Октябрьской площади. Структура г. п. нижнемелового периода — асимметрическая брахиантиклиналь субширотного простирания 5×1,7 км высотой более 500 м. Скопление нефти — в поднятом блоке брахиантиклинали. Залежь — пластовая сводовая тектонически экранированная. Нефтеносные песчаники и алевролиты. Притоки нефти и газа получены с газовых залежей триаса — нижнего апта в интервале 2668—2787 м. С газовых залежей сеномана кратковременно (3 суток) с глубины 1794 м наблюдался фонтанный приток нефти. Запасы в 1965 г.: нефти — 0,026 млн т, газа — 15,7 млн м³. Нефть лёгкая, переходного типа, при атмосферном давлении 70 % переходит в газ. Плотность дегазированной нефти — 779 кг/м³. При исследовательской эксплуатации в 1971—1972 гг. изъято 2331,9 м³ нефти. Из-за сложности геологического строения и незначительные запасы месторождение не разрабатываются. Начальный запас из добываемой категории А+В+С1 — 25,6 тыс. тонн нефти и 16,3 млн м³ газа.